# Xysmalobium
Xysmalobium, biljni rod iz porodice Apocynaceae rasprostranjen po tropskoj i južnoj Africi. Pripada mu 40 vrsta trajnica. Rod je opisan 1810.. Tipična vrsta je Xysmalobium undulatum (L.) W.T. Aiton, višegodišnji ljekoviti geofit.

## Vrste
1. Xysmalobium acerateoides (Schltr.) N.E.Br.
2. Xysmalobium alatum Goyder
3. Xysmalobium andongense Hiern
4. Xysmalobium asperum N.E.Br.
5. Xysmalobium banjoense Schltr.
6. Xysmalobium baurii N.E.Br.
7. Xysmalobium brownianum S.Moore
8. Xysmalobium confusum Scott Elliot
9. Xysmalobium congoense S.Moore
10. Xysmalobium convallariiflorum Markgr.
11. Xysmalobium fluviale Bruyns
12. Xysmalobium fraternum N.E.Br.
13. Xysmalobium gerrardii Scott Elliot
14. Xysmalobium gomphocarpoides (E.Mey.) D.Dietr.
15. Xysmalobium gossweileri S.Moore
16. Xysmalobium gramineum S.Moore
17. Xysmalobium heudelotianum Decne.
18. Xysmalobium holubii Scott Elliot
19. Xysmalobium involucratum (E.Mey.) Decne.
20. Xysmalobium kaessneri S.Moore
21. Xysmalobium membraniferum N.E.Br.
22. Xysmalobium orbiculare (E.Mey.) D.Dietr.
23. Xysmalobium parviflorum Harv. ex Scott Elliot
24. Xysmalobium patulum S.Moore
25. Xysmalobium pearsonii L.Bolus
26. Xysmalobium pedifoetidum Bester & Nicholas
27. Xysmalobium podostelma Schltr.
28. Xysmalobium prunelloides Turcz.
29. Xysmalobium rhodesianum S.Moore
30. Xysmalobium rhomboideum N.E.Br.
31. Xysmalobium samoritourei Goyder
32. Xysmalobium sessile (Decne.) Decne.
33. Xysmalobium stockenstromense Scott Elliot
34. Xysmalobium stocksii N.E.Br.
35. Xysmalobium taschdjiani Chiov.
36. Xysmalobium tysonianum (Schltr.) N.E.Br.
37. Xysmalobium undulatum (L.) Aiton
38. Xysmalobium winterbergense N.E.Br.
39. Xysmalobium woodii N.E.Br.
40. Xysmalobium zeyheri N.E.Br.